# Eretris perija
Eretris perija är en fjärilsart som beskrevs av Adams och Bernard 1979. Eretris perija ingår i släktet Eretris och familjen praktfjärilar. Inga underarter finns listade i Catalogue of Life.